# (4053) Cherkasov
(4053) Cherkasov est un astéroïde de la ceinture principale.

## Description
(4053) Cherkasov est un astéroïde de la ceinture principale. Il fut découvert le 2 octobre 1981 à Naoutchnyï par Lioudmila Jouravliova. Il présente une orbite caractérisée par un demi-grand axe de 2,34 UA, une excentricité de 0,08 et une inclinaison de 4,6° par rapport à l'écliptique.

## Compléments